# Shibuya Public Hall

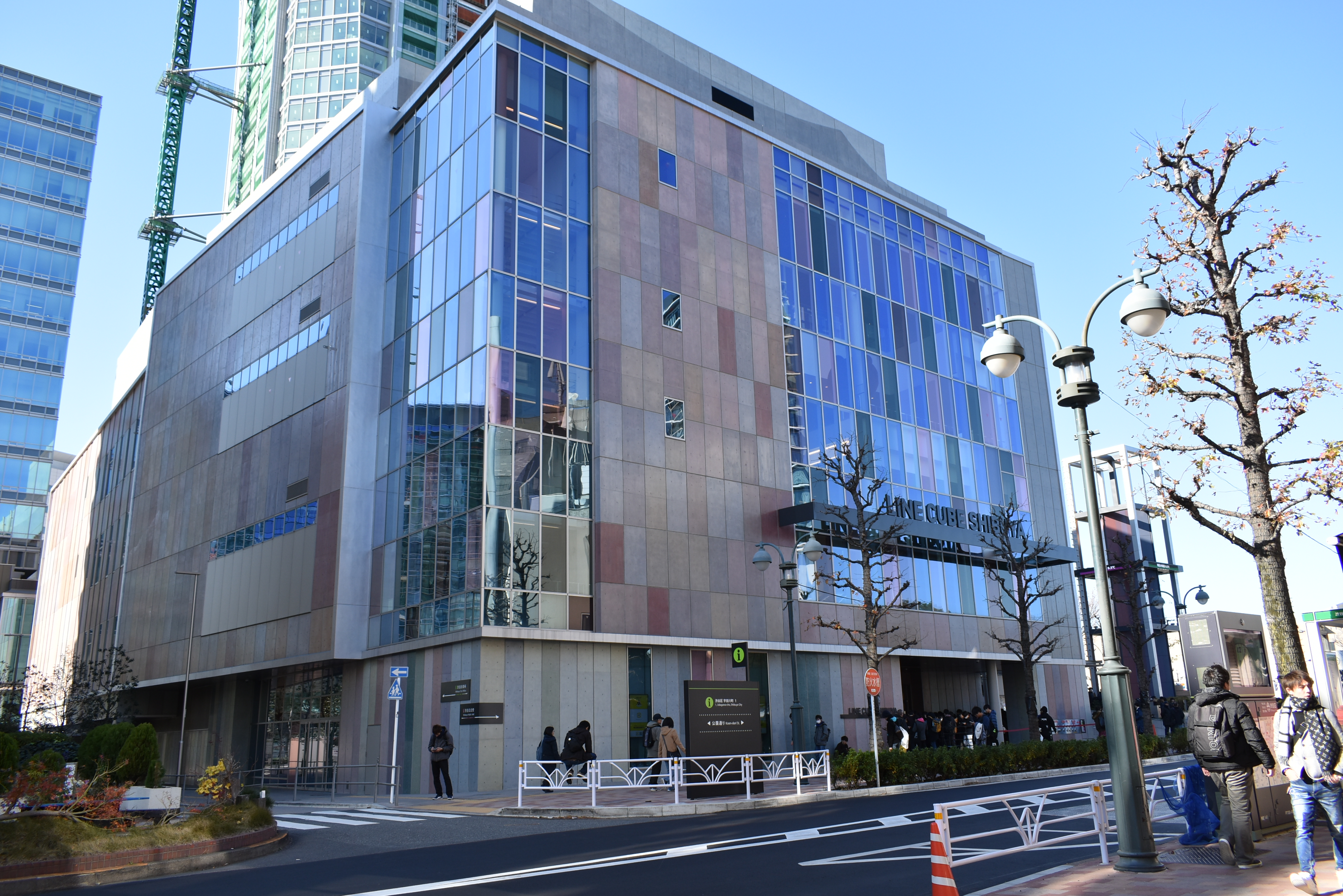
Le Shibuya Public Hall.

Le Shibuya Public Hall (渋谷公会堂, Shibuya Kōkaidō) ou Line Cube Shibuya (autrefois Shibuya C.C. Lemon Hall (渋谷C.C.Lemonホール, Shibuya C.C. remon hōru)) est un théâtre situé dans l'arrondissement de Shibuya à Tokyo, au Japon dont la construction s'est achevée en 1964. Lors des jeux olympiques d'été de 1964, les compétitions d'haltérophilie se sont tenues au Shibuya Public Hall,.
Le théâtre est financé par Dentsu et Suntory, qui ont payé 80 000 000 de ¥ pour que leurs noms soient associés avec le bâtiment, de 2006 à 2011.

## Évènements
- Le groupe Loudness y a enregistré son album VHS/Beta Live-Loud-Alive: Loudness in Tokyo (en) le 2 novembre 1983. Cependant, le double LP du même nom a été enregistré, lui, au Nakano Sun Plaza durant la même tournée.